# NWA World Junior Heavyweight Championship (Zero1)
Il NWA World Junior Heavyweight Championship è un titolo istituito dalla Pro Wrestling ZERO1 riservato ai lottatori della categoria di peso dei Junior Heavyweight, sotto i 100 kg.
Il titolo è stato creato nel 2011 dalla ZERO1 in seguito ad una sua divisione dal NWA World Junior Heavyweight Championship, di proprietà della National Wrestling Alliance.

## Storia
L'11 luglio 2011 Craig Classic, allora detentore del NWA World Junior Heavyweight Championship, rese vacante il titolo per protesta nei confronti della National Wrestling Alliance e della sua decisione di rendere vacante il NWA Worlds Heavyweight Championship, terminando il regno di The Sheik. Nonostante ciò, la ZERO1, allora affiliata alla NWA, il 20 settembre annunciò di riconoscere ancora Classic come campione, con questi che il 2 ottobre ritornò in ZERO1 indossando ancora la cintura della NWA e la difese con successo in un incontro contro Munenori Sawa.
Nonostante si trattasse della prima apparizione di questa divisione del titolo, la ZERO1 adottò la storia del titolo originario, riconoscendo quindi Craig Classic come il 108° campione. Parallelamente, la NWA assegnò ufficialmente il titolo reso vacante a Kevin Douglas il 7 ottobre, dando così definitivamente vita a due versioni diverse del titolo. Nel corso di ottobre la ZERO1 annunciò di aver terminato la sua affiliazione con la NWA, rinominando tutti i titoli NWA in suo possesso in titoli di una fittizia New Wrestling Alliance.
Per gran parte della sua esistenza il titolo è stato difeso assieme al ZERO1 International Junior Heavyweight Championship, rendendoli di fatto due titoli "gemelli", che mantengono però un albo d'oro separato.

## Albo d'oro
| Legenda  |                                                                               |
| -------- | ----------------------------------------------------------------------------- |
| #        | Indica il numero del regno titolato                                           |
| Regno    | Viene indicato il numero del regno del campione                               |
| Data     | La data in cui il titolo è stato vinto                                        |
| Località | Indica il luogo in cui il titolo è stato vinto                                |
| Note     | Indica notizie particolari riguardanti i cambi di titolo o altre informazioni |

| #                           | Campione         | Regno | Data              | Giorni | Località             | Evento                     | Note | Fonti |
| --------------------------- | ---------------- | ----- | ----------------- | ------ | -------------------- | -------------------------- | --- | ----- |
| National Wrestling Alliance |                  |       |                   |        |                      |                            | |       |
| 1(108)                      | Craig Classic    | 1     | 11 giugno 2010    | 421    | Fort Pierce, Florida | November Coming Fire       | Il titolo nasce come una differente versione del NWA World Junior Heavyweight Championship | [ 7 ] |
| Pro Wrestling ZERO1         |                  |       |                   |        |                      |                            | |       |
| 2(109)                      | Tsuyoshi Kikuchi | 1     | 1 gennaio 2012    | 61     | Tokyo, Giappone      | Puroresu Nippon            | |       |
| 3(110)                      | Takuya Sugawara  | 1     | 2 marzo 2012      | 428    | Tokyo, Giappone      | ZERO1 Eleven               | Nell'incontro era in palio anche il ZERO1 International Junior Heavyweight Championship. |       |
| 4(111)                      | Jonathan Gresham | 1     | 4 maggio 2013     | 132    | Tokyo, Giappone      | Big Bang                   | Nell'incontro era in palio anche il ZERO1 International Junior Heavyweight Championship. Durante questo regno, Gresham vinse anche il ZERO1 USA World Junior Heavyweight Championship.           |       |
| —                           | Vacante          | —     | 13 settembre 2013 | —      | —                    | —                          | Gresham decise di rendere vacanti questo e il ZERO1 International Junior Heavyweight Championship per essere messi in palio nel torneo Tenkaichi Jr. 2013.                                       |       |
| 5(112)                      | Hub              | 1     | 16 settembre 2013 | 174    | Tokyo, Giappone      | Tenkaichi Jr.              | Vincendo il torneo Tenkaichi Junior, nel quale era in palio anche il ZERO1 International Junior Heavyweight Championship.                                                                        |       |
| 6(113)                      | Jason Lee        | 1     | 9 marzo 2014      | 194    | Tokyo, Giappone      | ZERO1 Thirteen             | Nell'incontro era in palio anche il ZERO1 International Junior Heavyweight Championship. |       |
| 7(114)                      | Mineo Fujita     | 1     | 19 settembre 2014 | 45     | Tokyo, Giappone      | Tenkaichi Special          | Nell'incontro era in palio anche il ZERO1 International Junior Heavyweight Championship. |       |
| 8(115)                      | Taukya Sugawara  | 2     | 3 novembre 2014   | 55     | Tokyo, Giappone      | Hi no Kukudai Hanabi       | Nell'incontro era in palio anche il ZERO1 International Junior Heavyweight Championship. |       |
| 9(116)                      | Jason Lee        | 2     | 28 dicembre 2014  | 63     | Hong Kong            | Winter Fever 4             | Nell'incontro era in palio anche il ZERO1 International Junior Heavyweight Championship. |       |
| 10(117)                     | MInoru Tanaka    | 1     | 1 marzo 2015      | 224    | Tokyo, Giappone      | ZERO1 Fourteen             | Nell'incontro era in palio anche il ZERO1 International Junior Heavyweight Championship. |       |
| 11(118)                     | Shinjiro Otani   | 1     | 11 ottobre 2015   | 481    | Tokyo, Giappone      | Change the World           | Nell'incontro era in palio anche il ZERO1 International Junior Heavyweight Championship. |       |
| 12(119)                     | Kotaro Suzuki    | 1     | 3 febbraio 2017   | 265    | Tokyo, Giappone      | Shinsei ZERO1 Dream Series | Nell'incontro era in palio anche il ZERO1 International Junior Heavyweight Championship. |       |
| 13(120)                     | Sean Guinness    | 1     | 26 ottobre 2017   | 129    | Tokyo, Giappone      | Dream Series Aki no Jin    | Nell'incontro era in palio anche il ZERO1 International Junior Heavyweight Championship. |       |
| 14(121)                     | Isami Kodaka     | 1     | 4 marzo 2017      | -      | Tokyo, Giappone      | Dream Series Sozo no Jin   | Nell'incontro era in palio anche il ZERO1 International Junior Heavyweight Championship. |       |
| —                           | Vacante          | —     | novembre 2018     | —      | —                    | —                          | Questo titolo e il ZERO1 International Junior Heavyweight Championship vennero resi vacanti in seguito ad un infortunio di Kodaka.                                                               |       |
| Tenryu Project              |                  |       |                   |        |                      |                            | |       |
| 15(122)                     | Sugi             | 1     | 24 novembre 2018  | 403    | Tokyo, Giappone      | Tenkaichi Jr.              | Sugi sconfisse Hayata nella finale del torneo Tenkaichi Jr. per riassegnare questo e il ZERO1 International Junior Heavyweight Championship.                                                     |       |
| 16(123)                     | Hub              | 2     | 1 gennaio 2020    | 247    | Tokyo, Giappone      | Happy New Year             | Nell'incontro era in palio anche il ZERO1 International Junior Heavyweight Championship. |       |
| 17(124)                     | Shoki Kitamura   | 1     | 4 settembre 2020  | 58     | Tokyo, Giappone      | Youth Playback             | Nell'incontro era in palio anche il ZERO1 International Junior Heavyweight Championship. |       |
| 18(125)                     | El Lindaman      | 1     | 1 novembre 2020   | 310    | Tokyo, Giappone      | Fire Festival              | Nell'incontro era in palio anche il ZERO1 International Junior Heavyweight Championship. |       |
| —                           | Vacante          | —     | 7 settembre 2021  | —      | —                    | —                          | Questo titolo e il ZERO1 International Junior Heavyweight Championship vennero resi vacanti quando la GLEAT, federazione di appartenenza di El Lindaman, terminò la collaborazione con la ZERO1. |       |
| 19(126)                     | Fuminori Abe     | 1     | 9 settembre 2021  | 213    | Tokyo, Giappone      | Tenkaichi Jr.              | Abe sconfisse Shoki Kitamura nella finale del torneo Tenkaichi Jr. per riassegnare questo e il ZERO1 International Junior Heavyweight Championship.                                              |       |
| 20(127)                     | Astroman         | 1     | 29 dicembre 2012  | 276    | Tokyo, Giappone      | Revolution                 | Nell'incontro era in palio anche il ZERO1 International Junior Heavyweight Championship. |       |
| 21(128)                     | Leo Isaka        | 1     | 1 gennaio 2023    | 195    | Tokyo, Giappone      | Happy New Year             | Nell'incontro era in palio anche il ZERO1 International Junior Heavyweight Championship. |       |
| 22(129)                     | Takumi Baba      | 1     | 15 luglio 2023    | 608    | Tokyo, Giappone      | Midsummer Festival         | Nell'incontro era in palio anche il ZERO1 International Junior Heavyweight Championship. |       |